# Иван Бояджиев (офицер)
Иван Спиридонов Бояджиев е български офицер, генерал-майор, адютант на 5-и артилерийски полк през Първата световна война (1915 – 1918), Инспектор на артилерията (1942 – 1944) и Инспектор на граничната служба (1944) през Втората световна война (1941 – 1945).

## Биография
Иван Спиридонов Бояджиев е роден на 11 април 1893 г. в Ески Джумая. През 1915 г. завършва Военното на Негово Величество училище и на 25 август е произведен в чин подпоручик. Взема участие в Първата световна война (1915 – 1918) като адютант на 5-и артилерийски полк, 4-та артилерийска бригада, 4-та пехотна преславска дивизия. „За бойни отличия и заслуги във войната“ е награден с Военен орден „За храброст“, IV степен, 2-ри клас. На 30 май 1917 г. е произведен в чин поручик.
След войната, на 1 май 1920 г. е произведен в чин капитан и служи във Варненския укрепен пункт. През 1930 г. е назначен на служба в 1-ви дивизионен артилерийски полк и на 15 май същата година е произведен в чин майор. През 1934 г. е назначен на служба в Артилерийското интендантство и на 26 август същата година е произведен в чин подполковник. След това от 1935 г. е в Щаба на армията, от 1936 г. е в Оръжейната инспекция, като по-късно същата година е назначен на служба в 3-ти армейски артилерийски полк. През 1938 г. е назначен на служба в 7-и дивизионен артилерийски полк, като на 3 октомври същата година е произведен в чин полковник.
По време на Втората световна война (1941 – 1945) от 1941 г. полковник Бояджиев служи първоначално в 1-ва армия, след което от 1942 г. служи като
Инспектор на артилерията, а през 1944 г. е Инспектор на граничната служба. Същата година е уволнен от служба. Достига до звание генерал-майор.

### Семейство
Генерал-майор Иван Бояджиев е женен и има 1 дете.

## Военни звания
- Подпоручик (25 август 1915)
- Поручик (30 май 1917)
- Капитан (1 май 1920)
- Майор (15 май 1930)
- Подполковник (26 август 1934)
- Полковник (3 октомври 1938)
- Генерал-майор (неизв.)

## Награди
- Военен орден „За храброст“, IV степен, 2-ри клас (1918/1921)